# Alan Wilder
Alan Charles Wilder (Londra, 1º giugno 1959) è un compositore, arrangiatore e produttore discografico britannico.
È stato tra i componenti dei Depeche Mode. Successivamente ha creato anche il progetto sperimentale di musica elettronica Recoil nel 1986, come parallelo dei Depeche Mode. All'abbandono di questi ultimi (1995), Wilder si è dedicato esclusivamente a Recoil. Wilder ha prodotto e arrangiato brani anche per i Nitzer Ebb e i Curve.
Nel 2020 è stato inserito nella Rock and Roll Hall of Fame come membro dei Depeche Mode.

## Biografia

### Primi anni
Terzogenito di Albert e Kathleen Wilder, proviene da una famiglia medio-borghese appassionata di musica. Impara a suonare il piano all'età di 7 anni; in seguito anche il flauto, seguendo il volere dei genitori decisi a dare un'educazione musicale classica ai tre figli maschi. Grazie alle sue capacità musicali, fonderà alcuni gruppi musicali e parteciperà ad altri, come gli Hitmen.
Nel 1979 è ospite dei The Korgis nel loro primo album omonimo, in qualità di tastierista e corista nel brano di successo If I Had You, piazzatosi al 13º posto della UK Singles Chart.

### Depeche Mode

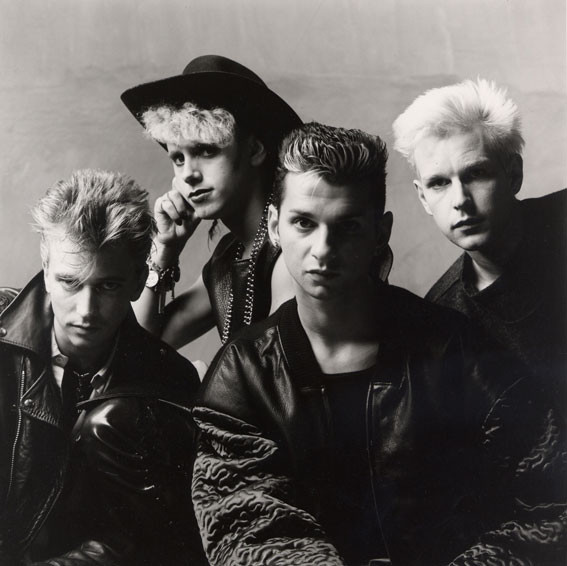
Alan Wilder (a sinistra) come membro dei Depeche Mode nel 1985

Dopo la dipartita dal gruppo di Vince Clarke (1981), i Depeche Mode lasciarono un annuncio sul giornale specialistico Melody Maker, abbastanza curioso per una band che aveva ottenuto già un discreto successo internazionale: "Cercasi tastierista per un complesso consolidato - astenersi perditempo". Fu l'occasione giusta e vincente per Wilder che fu subito notato per le sue non indifferenti doti musicali. Scritturato inizialmente come turnista, diventò successivamente a tutti gli effetti un componente ufficiale dei Depeche Mode. Durante tale periodo apparve nei video dei singoli estratti dall'album A Broken Frame.
Improntò maggiormente la band sulla musica elettronica, dando un'impronta sonora più matura alle composizioni di Martin Lee Gore e scrivendo alcuni brani, poi inseriti in alcuni album o nelle varie B-side: nascono gli album Construction Time Again, Some Great Reward, Black Celebration, Music for the Masses, Violator e Songs of Faith and Devotion.
Il 1º giugno 1995 (il giorno del suo trentaseiesimo compleanno) Wilder abbandonò i Depeche Mode, spiegando come non fu più in grado di riconoscere l'entusiasmo e il lavoro di squadra di un tempo, nel momento di maggiore crisi, soprattutto a causa dei problemi con la droga del cantante Dave Gahan.
Il 17 febbraio 2010, in occasione del concerto di beneficenza dei Depeche Mode alla Royal Albert Hall di Londra, Wilder è tornato ad esibirsi suonando il pianoforte in Somebody, mentre l'anno dopo ha realizzato un remix di In Chains per l'album di remix dei Depeche Mode Remixes 2: 81-11. Il 26 maggio 2022 ha reso omaggio, tramite i suoi profili di Facebook e Instagram, all'ex compagno di band Andrew Fletcher, scomparso prematuramente a 60 anni.

### Recoil
Nel periodo successivo a Black Celebration, Wilder fondò i Recoil, progetto prevalentemente incentrato sulla musica elettronica. Al 2007 Wilder ha realizzato e pubblicato sei album.

## Discografia

### Con i Depeche Mode
- 1983 – Construction Time Again
- 1984 – Some Great Reward
- 1986 – Black Celebration
- 1987 – Music for the Masses
- 1990 – Violator
- 1993 – Songs of Faith and Devotion

### Con i Recoil
- 1986 – 1+2
- 1988 – Hydrology
- 1992 – Bloodline
- 1997 – Unsound Methods
- 2000 – Liquid
- 2007 – subHuman

## Filmografia
- 101, regia di D. A. Pennebaker (1989)
- A letto con Madonna, regia di Alek Keshishian (1991, non accreditato)
- Depeche Mode:Devotional, regia di Anton Corbijin (1993)
- The Hole (film 2001), regia di Nick Hamm (i Recoil sono presenti nella colonna sonora)